# Prêmio Laureus do Esporte Mundial
O Prêmio Laureus do Esporte Mundial é uma cerimônia anual de premiação que homenageia indivíduos e equipes do mundo dos esportes, juntamente com conquistas esportivas ao longo do ano. 
Foi estabelecido em 1999 pelos patrocinadores fundadores da Laureus Sport for Good Foundation, Daimler e Compagnie Financière Richemont SA. É apoiado por seus parceiros globais Mercedes-Benz, IWC Schaffhausen e Mitsubishi UFJ Financial Group. 
O nome "Laureus" é derivado da palavra grega para louro, considerado um símbolo tradicional de vitória no atletismo.
A primeira cerimônia foi realizada em 25 de maio de 2000 em Monte Carlo, na qual o presidente sul-africano Nelson Mandela fez o discurso principal. 
A partir de 2020, os prêmios são feitos anualmente em oito categorias, com uma série de categorias discricionárias reconhecidas irregularmente. 
O destinatário de cada prêmio é presenteado com uma estatueta Laureus, criada pela Cartier, em uma cerimônia anual realizada em vários locais ao redor do mundo.

## História
A organização, criada em 1998 para fazer caridade por meio de uma parceria entre a Richemont e a Daimler, ficou conhecida como "Laureus", sendo seu nome derivado da palavra grega para louro, considerado um símbolo tradicional de vitória no atletismo.  A primeira cerimônia foi realizada dois anos depois, na qual o patrono e presidente da África do Sul, Nelson Mandela, fez um discurso que Edwin Moses descreveu como "icônico".
O esporte tem o poder de mudar o mundo. Ele tem o poder de inspirar. Ele tem o poder de unir as pessoas de uma forma que poucas outras coisas fazem. Ele fala aos jovens em uma linguagem que eles entendem. O esporte pode criar esperança, onde antes só havia desespero.

Nelson Mandela, 2000
Os prêmios foram concedidos em sete categorias regulares e duas categorias discricionárias na cerimônia inaugural, apresentada pelos atores americanos Jeff Bridges e Dylan McDermott. Dois desses prêmios seriam posteriormente anulados: tanto o ciclista americano Lance Armstrong quanto a atleta americana de pista Marion Jones foram considerados culpados de uso de drogas para melhorar o desempenho e tiveram seus prêmios retirados. O prêmio para o velocista amputado canadense Earle Connor, que ganhou o prêmio Laureus de 2004 para Para-Atletas com um prêmio de deficiência, também foi posteriormente anulado.
Os prêmios são frequentemente referidos como o equivalente esportivo de um "Óscar" para filmes.

## Cerimônia
A cerimônia de entrega dos prêmios  é realizada anualmente em vários locais ao redor do mundo. A cerimônia inaugural ocorreu no em Mônaco, no dia 25 de maio de 2000. Em 2020, as cerimônias foram realizadas em onze cidades ao redor do mundo e transmitidas em pelo menos 160 países. Cada vencedor dos prêmios recebe uma estatueta que apresenta uma "representação da forma humana esforçada".
| Ano  | Localização | Local | Notas | Referência(s) |
| ---- | --- | --- | --- | ------------- |
| 2000 | Mónaco | Monte-Carlo Sporting | O patrono foi Nelson Mandela | [ 14 ]        |
| 2001 | Mónaco | Fórum Grimaldi | O patrono foi príncipe Alberto II | [ 15 ] [ 16 ] |
| 2002 | Mónaco | Fórum Grimaldi | | [ 17 ] [ 18 ] |
| 2003 | Mónaco | Fórum Grimaldi | | [ 19 ]        |
| 2004 | Lisboa, Portugal | Centro Cultural de Belém | O patrono foi José Manuel Barroso | [ 20 ] [ 21 ] |
| 2005 | Estoril, Portugal | Casino Estoril | | [ 22 ]        |
| 2006 | Barcelona, Espanha | Parque do Fórum | | [ 23 ]        |
| 2007 | Barcelona, Espanha | Palau Sant Jordi | O patrono foi Juan Carlos da Espanha | [ 24 ]        |
| 2008 | São Petersburgo, Rússia | Teatro Mariinski | Com a presença do Presidente Vladimir Putin                                                                                               | [ 25 ]        |
| 2009 | Cerimônia cancelada devido à crise econômica mundial; prêmios entregues aos vencedores individualmente em outros eventos de maio a junho. | Cerimônia cancelada devido à crise econômica mundial; prêmios entregues aos vencedores individualmente em outros eventos de maio a junho. | Cerimônia cancelada devido à crise econômica mundial; prêmios entregues aos vencedores individualmente em outros eventos de maio a junho. | [ 26 ]        |
| 2010 | Abu Dhabi, Emirados Árabes Unidos | Palácio dos Emirados | | [ 27 ]        |
| 2011 | Abu Dhabi, Emirados Árabes Unidos | Palácio dos Emirados | | [ 28 ]        |
| 2012 | Londres, Reino Unido | Salão Central de Westminster | | [ 29 ]        |
| 2013 | Rio de Janeiro, Brasil | Theatro Municipal | | [ 30 ]        |
| 2014 | Kuala Lumpur, Malásia | Istana Budaya | | [ 31 ]        |
| 2015 | Xangai, China | Grande Teatro de Xangai | | [ 32 ]        |
| 2016 | Berlim, Alemanha | Palácio na Torre de Funk | | [ 33 ]        |
| 2017 | Mónaco | Monte-Carlo Sporting | | [ 34 ]        |
| 2018 | Mónaco | Monte-Carlo Sporting | | [ 35 ]        |
| 2019 | Mónaco | Monte-Carlo Sporting | | [ 36 ]        |
| 2020 | Berlim, Alemanha | Verti Halle | Vigésimo aniversário da premiação | [ 37 ] [ 38 ] |
| 2021 | Sevilha, Espanha | On-line | Cerimônia virtual | [ 39 ]        |
| 2022 | Sevilha, Espanha | On-line | Cerimônia virtual | [ 40 ]        |
| 2023 | Paris, França | Pavilhão Vendôme | | [ 41 ]        |
| 2024 | Madrid, Espanha | Palácio de Cibeles | | [ 42 ]        |

## Vencedores por categoria
A lista de nominados é selecionada por jornalistas esportivos de diversos países do mundo. Eles são convidados pela Laureus Foundation para nominar os finalistas no mês de fevereiro de cada ano.

### Atletas do ano

#### Masculino
| * | Indica indivíduo cujo prêmio ou nomeação foi posteriormente rescindido |

| Ano  | Atleta             | Modalidade    |
| ---- | ------------------ | ------------- |
| 2000 | Tiger Woods        | Golfe         |
| 2001 | Tiger Woods        | Golfe         |
| 2002 | Michael Schumacher | Automobilismo |
| 2003 | Lance Armstrong*   | Ciclismo      |
| 2004 | Michael Schumacher | Automobilismo |
| 2005 | Roger Federer      | Tênis         |
| 2006 | Roger Federer      | Tênis         |
| 2007 | Roger Federer      | Tênis         |
| 2008 | Roger Federer      | Tênis         |
| 2009 | Usain Bolt         | Atletismo     |
| 2010 | Usain Bolt         | Atletismo     |
| 2011 | Rafael Nadal       | Tênis         |
| 2012 | Novak Djokovic     | Tênis         |
| 2013 | Usain Bolt         | Atletismo     |
| 2014 | Sebastian Vettel   | Automobilismo |
| 2015 | Novak Djokovic     | Tênis         |
| 2016 | Novak Djokovic     | Tênis         |
| 2017 | Usain Bolt         | Atletismo     |
| 2018 | Roger Federer      | Tênis         |
| 2019 | Novak Djokovic     | Tênis         |
| 2020 | Lewis Hamilton     | Automobilismo |
| 2020 | Lionel Messi       | Futebol       |
| 2021 | Rafael Nadal       | Tênis         |
| 2022 | Max Verstappen     | Automobilismo |
| 2023 | Lionel Messi       | Futebol       |
| 2024 | Novak Djokovic     | Tênis         |

#### Feminino
| * | Indica indivíduo cujo prêmio ou nomeação foi posteriormente rescindido |

| Ano  | Atleta                  | Modalidade   |
| ---- | ----------------------- | ------------ |
| 2000 | Marion Jones*           | Atletismo    |
| 2001 | Cathy Freeman           | Atletismo    |
| 2002 | Jennifer Capriati       | Tênis        |
| 2003 | Serena Williams         | Tênis        |
| 2004 | Annika Sörenstam        | Golfe        |
| 2005 | Kelly Holmes            | Atletismo    |
| 2006 | Janica Kostelić         | Esqui alpino |
| 2007 | Yelena Isinbayeva       | Atletismo    |
| 2008 | Justine Henin           | Tênis        |
| 2009 | Yelena Isinbayeva       | Atletismo    |
| 2010 | Serena Williams         | Tênis        |
| 2011 | Lindsey Vonn            | Esqui alpino |
| 2012 | Vivian Cheruiyot        | Atletismo    |
| 2013 | Jessica Ennis           | Atletismo    |
| 2014 | Missy Franklin          | Natação      |
| 2015 | Genzebe Dibaba          | Atletismo    |
| 2016 | Serena Williams         | Tênis        |
| 2017 | Simone Biles            | Ginástica    |
| 2018 | Serena Williams         | Tênis        |
| 2019 | Simone Biles            | Ginástica    |
| 2020 | Simone Biles            | Ginástica    |
| 2021 | Naomi Osaka             | Tênis        |
| 2022 | Elaine Thompson-Herah   | Atletismo    |
| 2023 | Shelly-Ann Fraser-Pryce | Atletismo    |
| 2024 | Aitana Bonmatí          | Futebol      |

### Equipe do ano
| Ano  | Equipe                       | Modalidade      |
| ---- | ---------------------------- | --------------- |
| 2000 | Manchester United            | Futebol         |
| 2001 | França                       | Futebol         |
| 2002 | Austrália                    | Críquete        |
| 2003 | Brasil                       | Futebol         |
| 2004 | Inglaterra                   | Rugby Union     |
| 2005 | Grécia                       | Futebol         |
| 2006 | Renault                      | Automobilismo   |
| 2007 | Itália                       | Futebol         |
| 2008 | África do Sul                | Rugby Union     |
| 2009 | China                        | Jogos Olímpicos |
| 2010 | Brawn GP                     | Automobilismo   |
| 2011 | Espanha                      | Futebol         |
| 2012 | Barcelona                    | Futebol         |
| 2013 | Equipe Europeia da Ryder Cup | Golfe           |
| 2014 | Bayern de Munique            | Futebol         |
| 2015 | Alemanha                     | Futebol         |
| 2016 | Nova Zelândia                | Rugby Union     |
| 2017 | Chicago Cubs                 | Beisebol        |
| 2018 | Mercedes-Benz                | Automobilismo   |
| 2019 | França                       | Futebol         |
| 2020 | África do Sul                | Rugby Union     |
| 2021 | Bayern de Munique            | Futebol         |
| 2022 | Itália                       | Futebol         |
| 2023 | Argentina                    | Futebol         |
| 2024 | Espanha                      | Futebol         |

### Revelação do ano
| Ano  | Atleta             | Modalidade        |
| ---- | ------------------ | ----------------- |
| 2000 | Sergio García      | Golfe             |
| 2001 | Marat Safin        | Tênis             |
| 2002 | Juan Pablo Montoya | Automobilismo     |
| 2003 | Yao Ming           | Basquete          |
| 2004 | Michelle Wie       | Golfe             |
| 2005 | Liu Xiang          | Atletismo         |
| 2006 | Rafael Nadal       | Tênis             |
| 2007 | Amélie Mauresmo    | Tênis             |
| 2008 | Lewis Hamilton     | Automobilismo     |
| 2009 | Rebecca Adlington  | Natação pura      |
| 2010 | Jenson Button      | Automobilismo     |
| 2011 | Martin Kaymer      | Golfe             |
| 2012 | Rory McIlroy       | Golfe             |
| 2013 | Andy Murray        | Tênis             |
| 2014 | Marc Márquez       | Motociclismo      |
| 2015 | Daniel Ricciardo   | Automobilismo     |
| 2016 | Jordan Spieth      | Golfe             |
| 2017 | Nico Rosberg       | Automobilismo     |
| 2018 | Sergio García      | Golfe             |
| 2019 | Naomi Osaka        | Tênis             |
| 2020 | Egan Bernal        | Ciclismo          |
| 2021 | Patrick Mahomes    | Futebol americano |
| 2022 | Emma Raducanu      | Tênis             |
| 2023 | Carlos Alcaraz     | Tênis             |
| 2024 | Jude Bellingham    | Futebol           |

### Retorno do ano
| * | Indica indivíduo cujo prêmio ou nomeação foi posteriormente rescindido |

| Ano  | Atleta             | Modalidade    |
| ---- | ------------------ | ------------- |
| 2000 | Lance Armstrong*   | Ciclismo      |
| 2001 | Jennifer Capriati  | Tênis         |
| 2002 | Goran Ivanišević   | Tênis         |
| 2003 | Ronaldo            | Futebol       |
| 2004 | Hermann Maier      | Esqui alpino  |
| 2005 | Alessandro Zanardi | Automobilismo |
| 2006 | Martina Hingis     | Tênis         |
| 2007 | Serena Williams    | Tênis         |
| 2008 | Paula Radcliffe    | Atletismo     |
| 2009 | Vitali Klitschko   | Boxe          |
| 2010 | Kim Clijsters      | Tênis         |
| 2011 | Valentino Rossi    | Motociclismo  |
| 2012 | Darren Clarke      | Golfe         |
| 2013 | Félix Sánchez      | Atletismo     |
| 2014 | Rafael Nadal       | Tênis         |
| 2015 | Schalk Burger      | Rugby         |
| 2016 | Dan Carter         | Rugby         |
| 2017 | Michael Phelps     | Natação       |
| 2018 | Roger Federer      | Tênis         |
| 2019 | Tiger Woods        | Golfe         |
| 2020 | Sophia Flörsch     | Automobilismo |
| 2021 | Max Parrot         | Snowboard     |
| 2022 | Sky Brown          | Skate         |
| 2023 | Christian Eriksen  | Futebol       |
| 2024 | Simone Biles       | Ginástica     |

### Para-atleta do ano
| * | Indica indivíduo cujo prêmio ou nomeação foi posteriormente rescindido |

| Ano  | Para-atleta         | Modalidade                             |
| ---- | ------------------- | -------------------------------------- |
| 2000 | Louise Sauvage      | Atletismo                              |
| 2001 | Vinny Lauwers       | Iatismo                                |
| 2002 | Esther Vergeer      | Tênis para cadeirantes                 |
| 2003 | Michael Milton      | Esqui alpino                           |
| 2004 | Earle Connor*       | Atletismo                              |
| 2005 | Chantal Petitclerc  | Atletismo                              |
| 2006 | Ernst van Dyk       | Atletismo                              |
| 2007 | Martin Braxenthaler | Esqui alpino                           |
| 2008 | Esther Vergeer      | Tênis para cadeirantes                 |
| 2009 | Daniel Dias         | Natação                                |
| 2010 | Natalie du Toit     | Natação                                |
| 2011 | Verena Bentele      | Biatlo/Esqui cross-country paralímpico |
| 2012 | Oscar Pistorius     | Atletismo                              |
| 2013 | Daniel Dias         | Natação                                |
| 2014 | Marie Bochet        | Esqui alpino                           |
| 2015 | Tatyana McFadden    | Atletismo                              |
| 2016 | Daniel Dias         | Natação                                |
| 2017 | Beatrice Vio        | Esgrima em cadeira de rodas            |
| 2018 | Marcel Hug          | Atletismo em cadeira de rodas          |
| 2019 | Henrieta Farkašová  | Esqui alpino                           |
| 2020 | Oksana Masters      | Esqui cross-country paralímpico        |
| 2021 | Não houve premiação | Não houve premiação                    |
| 2022 | Marcel Hug          | Atletismo em cadeira de rodas          |
| 2023 | Catherine Debrunner | Atletismo em cadeira de rodas          |
| 2024 | Diede de Groot      | Tênis para cadeirantes                 |

### Atleta de ação do ano
| Ano  | Atleta              | Modalidade           |
| ---- | ------------------- | -------------------- |
| 2000 | Shaun Palmer        | Multi-esporte        |
| 2001 | Mike Horn           | Exploração           |
| 2002 | Bob Burnquist       | Skate                |
| 2003 | Dean Potter         | Escalada rápida      |
| 2004 | Layne Beachley      | Surfe                |
| 2005 | Ellen MacArthur     | Iatismo              |
| 2006 | Angelo d'Arrigo     | Aviação              |
| 2007 | Kelly Slater        | Surfe                |
| 2008 | Shaun White         | Multi-esporte        |
| 2009 | Kelly Slater        | Surfe                |
| 2010 | Stephanie Gilmore   | Surfe                |
| 2011 | Kelly Slater        | Surfe                |
| 2012 | Kelly Slater        | Surfe                |
| 2013 | Felix Baumgartner   | Aventura             |
| 2014 | Jamie Bestwick      | BMX                  |
| 2015 | Alan Eustace        | Paraquedismo         |
| 2016 | Jan Frodeno         | Triatlo              |
| 2017 | Rachel Atherton     | Ciclismo de montanha |
| 2018 | Armel Le Cléac'h    | Vela                 |
| 2019 | Chloe Kim           | Snowboard            |
| 2020 | Chloe Kim           | Snowboard            |
| 2021 | Não houve premiação | Não houve premiação  |
| 2022 | Beth Shriever       | Ciclismo             |
| 2023 | Eileen Gu           | Esqui                |
| 2024 | Arisa Trew          | Skate                |

### Prêmio pela carreira
| Ano  | Atleta              | Modalidade          |
| ---- | ------------------- | ------------------- |
| 2000 | Pelé                | Futebol             |
| 2001 | Steve Redgrave      | Remo                |
| 2002 | Peter Blake         | Vela                |
| 2003 | Gary Player         | Golfe               |
| 2004 | Arne Næss Jr.       | Montanhismo         |
| 2005 | Não houve premiação | Não houve premiação |
| 2006 | Johan Cruijff       | Futebol             |
| 2007 | Franz Beckenbauer   | Futebol             |
| 2008 | Serguei Bubka       | Atletismo           |
| 2009 | Não houve premiação | Não houve premiação |
| 2010 | Nawal El Moutawakel | Atletismo           |
| 2011 | Zinédine Zidane     | Futebol             |
| 2012 | Bobby Charlton      | Futebol             |
| 2013 | Sebastian Coe       | Atletismo           |
| 2014 | Não houve premiação | Não houve premiação |
| 2015 | Não houve premiação | Não houve premiação |
| 2016 | Niki Lauda          | Automobilismo       |
| 2017 | Não houve premiação | Não houve premiação |
| 2018 | Edwin Moses         | Atletismo           |
| 2019 | Arsène Wenger       | Futebol             |
| 2020 | Dirk Nowitzki       | Basquete            |
| 2021 | Billie Jean King    | Tênis               |
| 2022 | Tom Brady           | Futebol americano   |
| 2023 | Não houve premiação | Não houve premiação |
| 2024 | Não houve premiação | Não houve premiação |

### Prêmio de espírito esportivo
| Ano  | Campeão                      | Modalidade                               |
| ---- | ---------------------------- | ---------------------------------------- |
| 2005 | Boston Red Sox               | Beisebol                                 |
| 2006 | Valentino Rossi              | Motociclismo                             |
| 2007 | Barcelona                    | Futebol                                  |
| 2008 | Dick Pound                   | Presidente da Agência Mundial Antidoping |
| 2009 | Não houve premiação          | Não houve premiação                      |
| 2010 | Não houve premiação          | Não houve premiação                      |
| 2011 | Equipe Europeia da Ryder Cup | Golfe                                    |
| 2012 | Não houve premiação          | Não houve premiação                      |
| 2013 | Não houve premiação          | Não houve premiação                      |
| 2014 | Seleção Afegã de Críquete    | Críquete                                 |
| 2015 | Yao Ming                     | Basquete                                 |
| 2016 | Johan Cruijff                | Futebol                                  |
| 2017 | Leicester                    | Futebol                                  |
| 2018 | Não houve premiação          | Não houve premiação                      |
| 2019 | Lindsey Vonn                 | Esqui alpino                             |
| 2020 | Não houve premiação          | Não houve premiação                      |
| 2021 | Não houve premiação          | Não houve premiação                      |
| 2022 | Não houve premiação          | Não houve premiação                      |
| 2023 | Não houve premiação          | Não houve premiação                      |
| 2024 | Não houve premiação          | Não houve premiação                      |

## Membros da Laureus World Sports Academy
A Laureus World Sports Academy é um grupo de 69 de lendas do esporte, cada uma das quais atingiu o mais alto nível de realização e, coletivamente, criou alguns dos momentos mais icônicos do esporte. 
| Atleta               | Nacionalidade                | Modalidade                  |
| -------------------- | ---------------------------- | --------------------------- |
| Morné du Plessis     | África do Sul                | Rugby union                 |
| Bryan Habana         | África do Sul                | Rugby union                 |
| Mike Horn            | África do Sul                | Exploração                  |
| Gary Player          | África do Sul                | Golfe                       |
| Boris Becker         | Alemanha                     | Ténis                       |
| Maria Höfl-Riesch    | Alemanha                     | Esqui                       |
| Katarina Witt        | Alemanha                     | Patinação artística no gelo |
| Vivian Richards      | Antígua e Barbuda            | Críquete                    |
| Luciana Aymar        | Argentina                    | Hóquei em campo             |
| Hugo Porta           | Argentina                    | Rugby union                 |
| Michael Doohan       | Austrália                    | Motociclismo                |
| Dawn Fraser          | Austrália                    | Natação                     |
| Steve Waugh          | Austrália                    | Críquete                    |
| Franz Klammer        | Áustria                      | Esqui                       |
| Cafu                 | Brasil                       | Futebol                     |
| Daniel Dias          | Brasil                       | Natação                     |
| Emerson Fittipaldi   | Brasil                       | Automobilismo               |
| Yao Ming             | China                        | Basquetebol                 |
| Li Na                | China                        | Ténis                       |
| Li Xiaopeng          | China                        | Ginástica                   |
| Yang Yang            | China                        | Patinação de velocidade     |
| Deng Yaping          | China                        | Tênis de mesa               |
| Raúl González        | Espanha                      | Futebol                     |
| Miguel Indurain      | Espanha                      | Ciclismo                    |
| Carles Puyol         | Espanha                      | Futebol                     |
| Marcus Allen         | Estados Unidos               | Futebol americano           |
| Missy Franklin       | Estados Unidos               | Natação                     |
| Tony Hawk            | Estados Unidos               | Skate                       |
| Michael Johnson      | Estados Unidos               | Atletismo                   |
| Dan Marino           | Estados Unidos               | Futebol americano           |
| Edwin Moses          | Estados Unidos               | Atletismo                   |
| Robby Naish          | Estados Unidos               | Windsurf                    |
| Martina Navrátilová  | Estados Unidos               | Ténis                       |
| Jack Nicklaus        | Estados Unidos               | Golfe                       |
| Monica Seles         | Estados Unidos               | Ténis                       |
| Mark Spitz           | Estados Unidos               | Natação                     |
| Lindsey Vonn         | Estados Unidos               | Esqui                       |
| Mika Häkkinen        | Finlândia                    | Automobilismo               |
| Marcel Desailly      | França                       | Futebol                     |
| David Douillet       | França                       | Judo                        |
| Kapil Dev            | Índia                        | Críquete                    |
| Rahul Dravid         | Índia                        | Críquete                    |
| Sachin Tendulkar     | Índia                        | Críquete                    |
| Brian O'Driscoll     | Irlanda                      | Rugby union                 |
| Giacomo Agostini     | Itália                       | Motociclismo                |
| Alessandro Del Piero | Itália                       | Futebol                     |
| Alberto Tomba        | Itália                       | Esqui                       |
| Francesco Totti      | Itália                       | Futebol                     |
| Nicol David          | Malásia                      | Squash                      |
| Nawal El Moutawakel  | Marrocos                     | Atletismo                   |
| Lorena Ochoa         | México                       | Golfe                       |
| Sean Fitzpatrick     | Nova Zelândia                | Rugby union                 |
| Ruud Gullit          | Países Baixos                | Futebol                     |
| Luís Figo            | Portugal                     | Futebol                     |
| Ian Botham           | Reino Unido ( Inglaterra)    | Críquete                    |
| Sebastian Coe        | Reino Unido ( Inglaterra)    | Atletismo                   |
| Jessica Ennis-Hill   | Reino Unido ( Inglaterra)    | Atletismo                   |
| Ryan Giggs           | Reino Unido ( País de Gales) | Futebol                     |
| Tanni Grey-Thompson  | Reino Unido ( País de Gales) | Corrida em cadeira de rodas |
| Chris Hoy            | Reino Unido ( Escócia)       | Ciclismo                    |
| Lennox Lewis         | Reino Unido ( Inglaterra)    | Boxe                        |
| Steve Redgrave       | Reino Unido ( Inglaterra)    | Remo                        |
| Daley Thompson       | Reino Unido ( Inglaterra)    | Atletismo                   |
| Nadia Comăneci       | Roménia                      | Ginástica                   |
| Alexei Nemov         | Rússia                       | Ginástica                   |
| Fabian Cancellara    | Suíça                        | Ciclismo                    |
| Kipchoge Keino       | Quênia                       | Atletismo                   |
| Tegla Loroupe        | Quênia                       | Atletismo                   |
| Serguei Bubka        | Ucrânia                      | Atletismo                   |

## Embaixadores Laureus
A Laureus possui um grupo de mais de 200 Embaixadores, esportistas em atividade ou aposentados que alcançaram grandeza esportiva e/ou fizeram contribuições significativas para a comunidade esportiva.
Dos países lusófonos, apenas Brasil e Portugal possuem Embaixadores Laureus.
| Atleta            | Nacionalidade | Modalidade    |
| ----------------- | ------------- | ------------- |
| Lucas Di Grassi   | Brasil        | Automobilismo |
| Flávio Canto      | Brasil        | Judo          |
| André Villas-Boas | Portugal      | Futebol       |
| Deco              | Portugal      | Futebol       |